# Herb gminy Kowal
Herb gminy Kowal – symbol gminy Kowal, ustanowiony w 2001.

## Wygląd i symbolika
Herb przedstawia na tarczy dzielonej w słup w polu lewym żółtym młot i kowadło (nawiązanie do nazwy gminy), natomiast w polu prawym drzewo, słońce, rzekę i pagórki.